# Coppa del Mondo di snowboard 1997
La Coppa del Mondo di snowboard 1997 è stata la terza edizione della manifestazione organizzata dalla Federazione Internazionale Sci e Snowboard; ha avuto inizio il 23 novembre 1996 a Zell am See, in Austria, e si è conclusa il 16 marzo 1997 a Morzine, in Francia.
Sia in campo maschile che in campo femminile è stata assegnata una coppa generale, somma dei punteggi di tutte le gare, e una di specialità per ognuna delle quattro discipline: slalom, slalom gigante, snowboard cross e halfpipe.

## Uomini

### Risultati
| Data             | Località         | Nazione     | Spec. | Primo                  | Secondo             | Terzo               |
| ---------------- | ---------------- | ----------- | ----- | ---------------------- | ------------------- | ------------------- |
| 23 novembre 1996 | Zell am See      | Austria     | SBX   | Helmut Pramstaller     | Steve Persons       | Darren Chalmers     |
| 28 novembre 1996 | Tignes           | Francia     | PSL   | Karl Frenademez        | Peter Pichler       | Mathias Behounek    |
| 29 novembre 1996 | Tignes           | Francia     | GS    | Mike Jacoby            | Nicolas Conte       | Peter Pechhacker    |
| 6 dicembre 1996  | Sestriere        | Italia      | GS    | Ross Rebagliati        | Steve Persons       | Bernd Kroschewski   |
| 7 dicembre 1996  | Sestriere        | Italia      | SL    | Bernd Kroschewski      | Karl Frenademez     | Maxence Idesheim    |
| 12 dicembre 1996 | Whistler         | Canada      | SG    | Ross Rebagliati        | Steve Persons       | Jeff Greenwood      |
| 13 dicembre 1996 | Whistler         | Canada      | GS    | Mike Jacoby            | Peter Pechhacker    | Steve Persons       |
| 14 dicembre 1996 | Whistler         | Canada      | HP    | Jonas Gunnarsson       | Dan Smith           | Fredrik Sterner     |
| 15 dicembre 1996 | Whistler         | Canada      | HP    | Jonas Gunnarsson       | Drae Glover         | Daniel Andersson    |
| 17 dicembre 1996 | Sun Peaks        | Canada      | SBX   | Elmar Messner          | Andrew Murphy       | Rob Kingwill        |
| 18 dicembre 1996 | Sun Peaks        | Canada      | GS    | Mark Fawcett           | Rob Berney          | Jasey Jay Anderson  |
| 11 gennaio 1997  | Lenggries        | Germania    | GS    | Peter Pechhacker       | Harald Walder       | Stefan Kaltschütz   |
| 12 gennaio 1997  | Lenggries        | Germania    | SL    | Jakob Bergstedt        | Stefan Kaltschütz   | Ulf Mård            |
| 17 gennaio 1997  | Kreischberg      | Austria     | SBX   | Elmar Messner          | Alexander Koller    | Helmut Pramstaller  |
| 18 gennaio 1997  | Kreischberg      | Austria     | PSL   | Dejan Košir            | Harald Walder       | Helmut Pramstaller  |
| 19 gennaio 1997  | Kreischberg      | Austria     | HP    | Dan Smith              | Ross Powers         | Trevor Andrew       |
| 31 gennaio 1997  | Mont-Sainte-Anne | Canada      | SL    | Anton Pogue            | Dieter Moherndl     | Harald Walder       |
| 1º febbraio 1997 | Mont-Sainte-Anne | Canada      | GS    | Mathieu Chiquet        | Harald Walder       | Thomas Prugger      |
| 2 febbraio 1997  | Mont-Sainte-Anne | Canada      | HP    | Trevor Andrew          | Takashi Nishida     | Michael Michalchuk  |
| 7 febbraio 1997  | Monte Bachelor   | Stati Uniti | GS    | Peter Pechhacker       | Harald Walder       | Mark Fawcett        |
| 9 febbraio 1997  | Monte Bachelor   | Stati Uniti | HP    | Daniel Franck          | Trevor Andrew       | Fredrik Sterner     |
| 9 febbraio 1997  | Monte Bachelor   | Stati Uniti | SBX   | Alex Voyat             | Jason McAlister     | Anders Hagman       |
| 14 febbraio 1997 | Yakebitaiyama    | Giappone    | GS    | Dieter Krassnig        | Peter Pechhacker    | Dieter Happ         |
| 14 febbraio 1997 | Yakebitaiyama    | Giappone    | GS    | Dieter Happ            | Dieter Krassnig     | Martin Freinademetz |
| 16 febbraio 1997 | Kanbayashi       | Giappone    | HP    | Maximilian Plötzeneder | Ross Powers         | Markus Hurme        |
| 19 febbraio 1997 | Morioka          | Giappone    | SBX   | Mark Janbroers         | Andreas Hagman      | Elmar Messner       |
| 20 febbraio 1997 | Morioka          | Giappone    | PSL   | Harald Walder          | Tom O'Brien         | Xavier Rolland      |
| 28 febbraio 1997 | Valdaora         | Italia      | GS    | Thedo Remmelink        | Charlie Cosnier     | Peter Pechhacker    |
| 1º marzo 1997    | Valdaora         | Italia      | SL    | Karl Frenademez        | Helmut Pramstaller  | Harald Walder       |
| 2 marzo 1997     | Valdaora         | Italia      | HP    | Tom Matthews           | Jonas Gunnarsson    | Tommy Czeschin      |
| 5 marzo 1997     | Grächen          | Svizzera    | SBX   | Alex Voyat             | Willi Wieser        | Richard Richardsson |
| 6 marzo 1997     | Grächen          | Svizzera    | SL    | Anton Pogue            | Karl Frenademez     | Xavier Rolland      |
| 8 marzo 1997     | Bardonecchia     | Italia      | GS    | Mark Fawcett           | Felix Stadler       | Charlie Cosnier     |
| 9 marzo 1997     | Bardonecchia     | Italia      | PSL   | Maxence Idesheim       | Mathias Behounek    | Richard Richardsson |
| 14 marzo 1997    | Morzine          | Francia     | GS    | Fadri Mosca            | Peter Pechhacker    | Stefan Kaltschütz   |
| 15 marzo 1997    | Morzine          | Francia     | PSL   | Harald Walder          | Richard Richardsson | Karl Frenademez     |
| 16 marzo 1997    | Morzine          | Francia     | HP    | Dan Smith              | Jimi Scott          | Shin'ichi Watanabe  |

Legenda:

PSL = Slalom parallelo

SL = Slalom

GS = Slalom gigante

SG = Supergigante

SBX = Snowboard cross

HP = Halfpipe

### Classifiche

#### Generale
| Pos. | Nome              | Nazione     | Punti |
| ---- | ----------------- | ----------- | ----- |
| 1    | Harald Walder     | Austria     | 1091  |
| 2    | Peter Pechhacker  | Austria     | 898   |
| 3    | Anton Pogue       | Stati Uniti | 820   |
| 4    | Stefan Kaltschütz | Austria     | 805   |
| 5    | Karl Frenademez   | Italia      | 729   |
| 6    | Elmar Messner     | Italia      | 709   |
| 7    | Dan Smith         | Stati Uniti | 699   |
| 8    | Alex Voyat        | Italia      | 687   |
| 9    | Jonas Gunnarsson  | Svezia      | 656   |
| 10   | Maxence Idesheim  | Francia     | 654   |

#### Slalom
| Pos. | Nome              | Nazione     | Punti |
| ---- | ----------------- | ----------- | ----- |
| 1    | Karl Frenademez   | Italia      | 5450  |
| 2    | Harald Walder     | Austria     | 5190  |
| 3    | Anton Pogue       | Stati Uniti | 4060  |
| 4    | Stefan Kaltschütz | Austria     | 3040  |
| 5    | Maxence Idesheim  | Francia     | 2988  |

#### Slalom gigante
| Pos. | Nome              | Nazione     | Punti |
| ---- | ----------------- | ----------- | ----- |
| 1    | Peter Pechhacker  | Austria     | 6020  |
| 2    | Harald Walder     | Austria     | 4420  |
| 3    | Ross Rebagliati   | Canada      | 4280  |
| 4    | Stefan Kaltschütz | Austria     | 4250  |
| 5    | Mike Jacoby       | Stati Uniti | 4072  |

#### Snowboard cross
| Pos. | Nome                | Nazione     | Punti |
| ---- | ------------------- | ----------- | ----- |
| 1    | Elmar Messner       | Italia      | 2990  |
| 2    | Alex Voyat          | Italia      | 2790  |
| 3    | Richard Richardsson | Svezia      | 1790  |
| 4    | Helmut Pramstaller  | Austria     | 1600  |
| 5    | Anton Pogue         | Stati Uniti | 1560  |

#### Halfpipe
| Pos. | Nome             | Nazione     | Punti |
| ---- | ---------------- | ----------- | ----- |
| 1    | Jonas Gunnarsson | Svezia      | 3770  |
| 2    | Dan Smith        | Stati Uniti | 3680  |
| 3    | Trevor Andrew    | Canada      | 2980  |
| 4    | Jimi Scott       | Stati Uniti | 2870  |
| 5    | Takashi Nishida  | Giappone    | 2350  |

## Donne

### Risultati
| Data             | Località         | Nazione     | Spec. | Prima               | Seconda                     | Terza                       |
| ---------------- | ---------------- | ----------- | ----- | ------------------- | --------------------------- | --------------------------- |
| 23 novembre 1996 | Zell am See      | Austria     | SBX   | Marie Birkl         | Karine Ruby                 | Lynn Ott                    |
| 28 novembre 1996 | Tignes           | Francia     | PSL   | Karine Ruby         | Heidi Renoth                | Manuela Riegler             |
| 29 novembre 1996 | Tignes           | Francia     | SG    | Charlotte Bernard   | Karine Ruby                 | Isabelle Blanc              |
| 6 dicembre 1996  | Sestriere        | Italia      | GS    | Margherita Parini   | Birgit Herbert              | Rosey Fletcher              |
| 7 dicembre 1996  | Sestriere        | Italia      | SL    | Dorothée Fournier   | Dagmar Mair unter der Eggen | Alexandra Krings            |
| 12 dicembre 1996 | Whistler         | Canada      | SG    | Karine Ruby         | Lidia Trettel               | Sondra Van Ert              |
| 13 dicembre 1996 | Whistler         | Canada      | GS    | Karine Ruby         | Lidia Trettel               | Dagmar Mair unter der Eggen |
| 14 dicembre 1996 | Whistler         | Canada      | HP    | Natasza Zurek       | Maëlle Ricker               | Tara Teigen                 |
| 15 dicembre 1996 | Whistler         | Canada      | HP    | Tara Teigen         | Kelly Kaye                  | Natasza Zurek               |
| 17 dicembre 1996 | Sun Peaks        | Canada      | SBX   | Cammy Potter        | Karine Ruby                 | Isabel Zedlacher            |
| 18 dicembre 1996 | Sun Peaks        | Canada      | GS    | Isabel Zedlacher    | Sondra Van Ert              | Rosey Fletcher              |
| 11 gennaio 1997  | Lenggries        | Germania    | GS    | Lidia Trettel       | Heidi Renoth                | Karine Ruby                 |
| 12 gennaio 1997  | Lenggries        | Germania    | SL    | Heidi Renoth        | Isabel Zedlacher            | Marie Birkl                 |
| 17 gennaio 1997  | Kreischberg      | Austria     | SBX   | Manuela Riegler     | Karine Ruby                 | Isabel Zedlacher            |
| 18 gennaio 1997  | Kreischberg      | Austria     | PSL   | Marie Birkl         | Heidi Renoth                | Stacia Hookom               |
| 19 gennaio 1997  | Kreischberg      | Austria     | HP    | Nicola Thost        | Nicole Fischer              | Maëlle Ricker               |
| 31 gennaio 1997  | Mont-Sainte-Anne | Canada      | SL    | Marion Posch        | Heidi Renoth                | Karine Ruby                 |
| 1º febbraio 1997 | Mont-Sainte-Anne | Canada      | GS    | Marion Posch        | Dagmar Mair unter der Eggen | Sondra Van Ert              |
| 2 febbraio 1997  | Mont-Sainte-Anne | Canada      | HP    | Sabrina Sadeghi     | Leslee Olson                | Maëlle Ricker               |
| 7 febbraio 1997  | Monte Bachelor   | Stati Uniti | GS    | Margherita Parini   | Sondra Van Ert              | Karine Ruby                 |
| 9 febbraio 1997  | Monte Bachelor   | Stati Uniti | HP    | Tricia Byrnes       | Aurelie Sayres              | Leslee Olson                |
| 9 febbraio 1997  | Monte Bachelor   | Stati Uniti | SBX   | Karine Ruby         | Candice Drouin              | Maëlle Ricker               |
| 14 febbraio 1997 | Yakebitaiyama    | Giappone    | GS    | Karine Ruby         | Brigitte Köck               | Birgit Herbert              |
| 14 febbraio 1997 | Yakebitaiyama    | Giappone    | GS    | Brigitte Köck       | Karine Ruby                 | Lisa Kosglow                |
| 16 febbraio 1997 | Kanbayashi       | Giappone    | HP    | Stine Brun Kjeldaas | Nicola Pederzolli           | Tricia Byrnes               |
| 19 febbraio 1997 | Morioka          | Giappone    | SBX   | Manuela Riegler     | Sondra Van Ert              | Karine Ruby                 |
| 20 febbraio 1997 | Morioka          | Giappone    | PSL   | Karine Ruby         | Dorothée Fournier           | Marion Posch                |
| 28 febbraio 1997 | Valdaora         | Italia      | GS    | Karine Ruby         | Margherita Parini           | Isabel Zedlacher            |
| 1º marzo 1997    | Valdaora         | Italia      | SL    | Marion Posch        | Karine Ruby                 | Dagmar Mair unter der Eggen |
| 2 marzo 1997     | Valdaora         | Italia      | HP    | Siw Alida Renander  | Alessandra Pescosta         | Annemarie Uliasz            |
| 5 marzo 1997     | Grächen          | Svizzera    | SBX   | Sondra Van Ert      | Claudia Riegler             | Ursula Fingerlos            |
| 6 marzo 1997     | Grächen          | Svizzera    | SL    | Isabel Zedlacher    | Karine Ruby                 | Heidi Renoth                |
| 8 marzo 1997     | Bardonecchia     | Italia      | GS    | Rosey Fletcher      | Margherita Parini           | Lidia Trettel               |
| 9 marzo 1997     | Bardonecchia     | Italia      | PSL   | Karine Ruby         | Isabel Zedlacher            | Marion Posch                |
| 14 marzo 1997    | Morzine          | Francia     | GS    | Maria Kirchgasser   | Sondra Van Ert              | Lidia Trettel               |
| 15 marzo 1997    | Morzine          | Francia     | PSL   | Karine Ruby         | Manuela Riegler             | Birgit Herbert              |
| 16 marzo 1997    | Morzine          | Francia     | HP    | Doriane Vidal       | Siw Alida Renander          | Kaori Takeyama              |

Legenda:

PSL = Slalom parallelo

SL = Slalom

GS = Slalom gigante

SG = Supergigante

SBX = Snowboard cross

HP = Halfpipe

### Classifiche

#### Generale
| Pos. | Nome                        | Nazione     | Punti |
| ---- | --------------------------- | ----------- | ----- |
| 1    | Karine Ruby                 | Francia     | 1638  |
| 2    | Sondra Van Ert              | Stati Uniti | 1080  |
| 3    | Manuela Riegler             | Austria     | 1006  |
| 4    | Heidi Renoth                | Germania    | 977   |
| 5    | Isabel Zedlacher            | Austria     | 969   |
| 6    | Marion Posch                | Italia      | 927   |
| 7    | Dagmar Mair unter der Eggen | Austria     | 910   |
| 8    | Claudia Riegler             | Austria     | 803   |
| 9    | Lidia Trettel               | Italia      | 800   |
| 10   | Margherita Parini           | Italia      | 736   |

#### Slalom
| Pos. | Nome                        | Nazione  | Punti |
| ---- | --------------------------- | -------- | ----- |
| 1    | Karine Ruby                 | Francia  | 6700  |
| 2    | Heidi Renoth                | Germania | 5360  |
| 3    | Marion Posch                | Italia   | 4650  |
| 4    | Dagmar Mair unter der Eggen | Italia   | 4110  |
| 5    | Isabel Zedlacher            | Austria  | 4040  |

#### Slalom gigante
| Pos. | Nome              | Nazione     | Punti |
| ---- | ----------------- | ----------- | ----- |
| 1    | Karine Ruby       | Francia     | 6590  |
| 2    | Margherita Parini | Italia      | 5420  |
| 3    | Sondra Van Ert    | Stati Uniti | 5320  |
| 4    | Lidia Trettel     | Italia      | 5300  |
| 5    | Maria Kirchgasser | Austria     | 4000  |

#### Snowboard cross
| Pos. | Nome             | Nazione     | Punti |
| ---- | ---------------- | ----------- | ----- |
| 1    | Karine Ruby      | Francia     | 4000  |
| 2    | Manuela Riegler  | Austria     | 2910  |
| 3    | Sondra Van Ert   | Stati Uniti | 2740  |
| 4    | Isabel Zedlacher | Austria     | 2320  |
| 5    | Lynn Ott         | Stati Uniti | 2210  |

#### Halfpipe
| Pos. | Nome               | Nazione     | Punti |
| ---- | ------------------ | ----------- | ----- |
| 1    | Tara Teigen        | Canada      |       |
| 2    | Sabrina Sadeghi    | Stati Uniti |       |
| 3    | Maëlle Ricker      | Canada      |       |
| 4    | Siw Alida Renander | Norvegia    |       |
| 5    | Kaori Takeyama     | Giappone    | 1970  |